# ABLオールスターゲーム
ABLオールスターゲーム（英：ABL All-Star Game）とは、オーストラリアン・ベースボールリーグ(ABL)において、オーストラリア出身の選手から選出されるオーストラリア選抜と、オーストラリア以外の出身選手から選出される世界選抜による対抗試合である。ABLの2季目である2011-12シーズンに初めて開催され、以降毎年12月に開催されている。

## 試合結果
| 回     | 開催日         | 勝者               | 得点   | 球場                     | MVP                      |
| ------ | -------------- | ------------------ | ------ | ------------------------ | ------------------------ |
| 1 詳細 | 2011年12月21日 | 世界選抜           | 8 - 5  | バーバガロ・ボールパーク | タイラー・コリンズ       |
| 2 詳細 | 2012年12月16日 | オーストラリア選抜 | 4 - 6  | メルボルン・ボールパーク | ブラッド・ハーマン       |
| 3 詳細 | 2013年12月18日 | 世界選抜           | 6 - 0  | メルボルン・ボールパーク | ジョーイ・ウォン         |
| 4 詳細 | 2014年12月17日 | オーストラリア選抜 | 8 - 11 | メルボルン・ボールパーク | ブラッド・ハーマン       |
| 5 詳細 | 2015年12月16日 | オーストラリア選抜 | 2 - 3  | メルボルン・ボールパーク | トレント・ディアントニオ |
| 6 詳細 | 2016年12月22日 | オーストラリア選抜 | 1 - 2  | メルボルン・ボールパーク | ステファン・ウェルチ     |
| 7 詳細 | 2017年12月21日 | 世界選抜           | 6 - 4  | メルボルン・ボールパーク | ジェイ・バウム           |